# 개미 군체

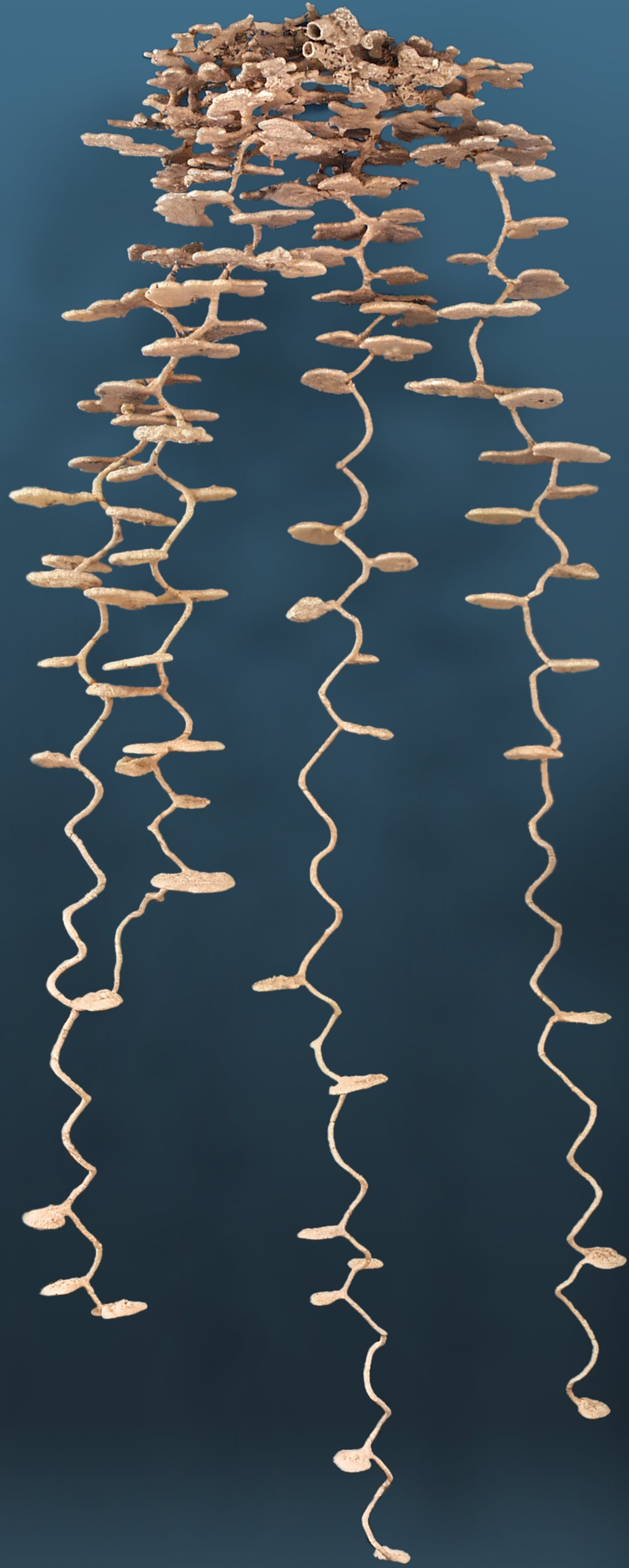
개미굴의 석고 주조물

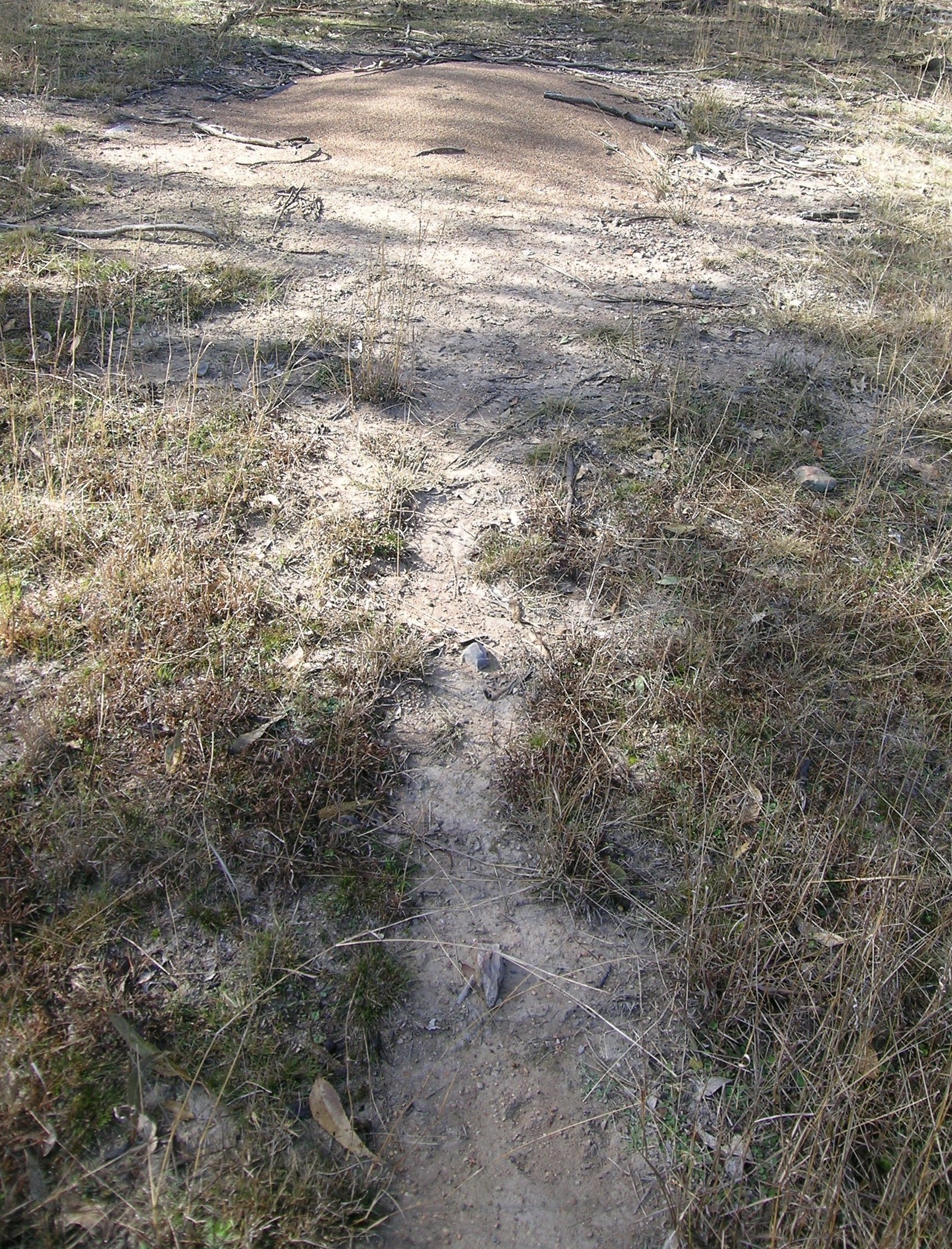
뉴사우스웨일스 옥슬리와일드리버스 국립공원의 개미언덕과 개미길

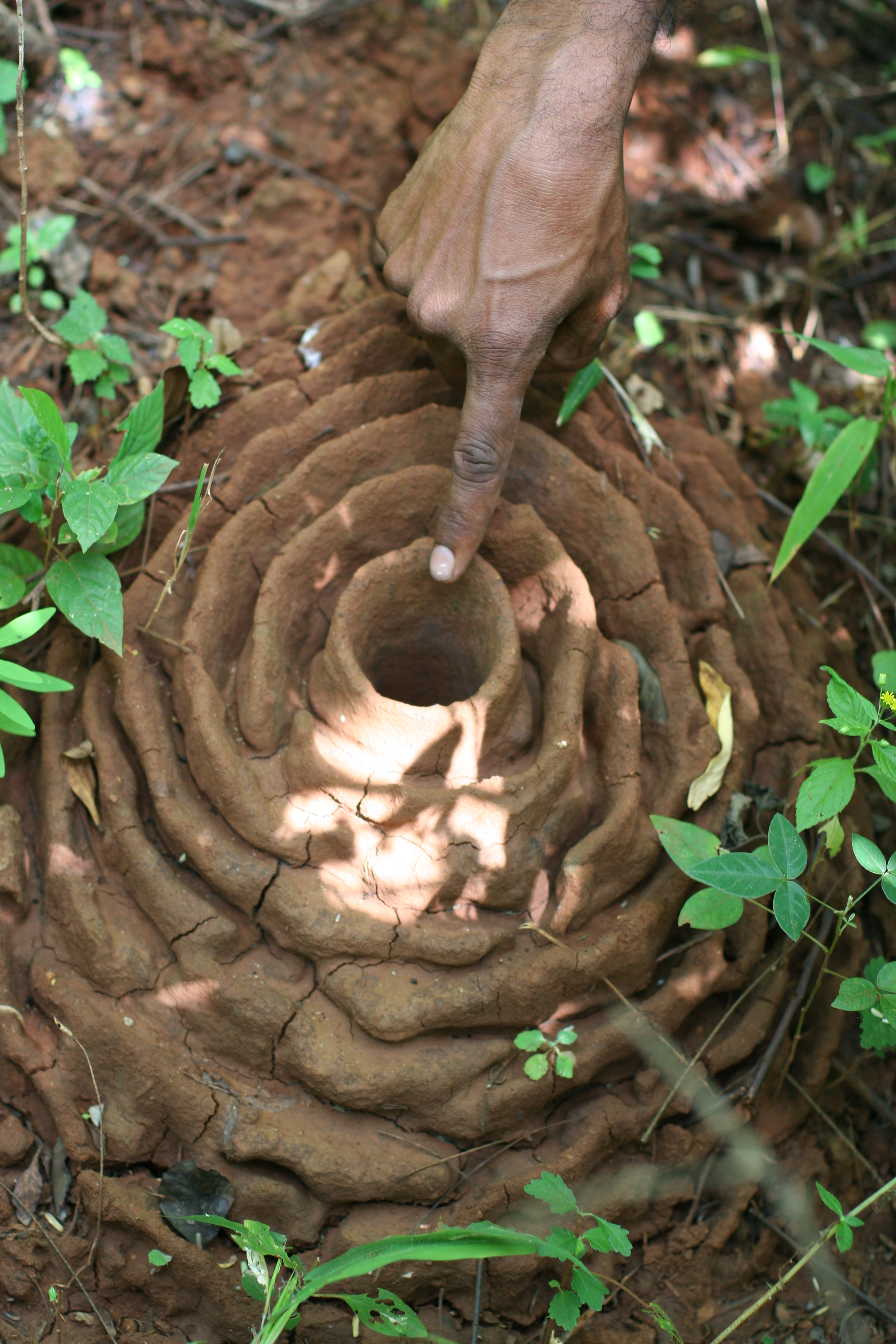
수확개미 둥지의 입구 (인도 마하라슈트라 푸네)

개미 군체는 개미가 그들의 생애주기를 조직하는 기본 단위다. 전형적인 군체는 하나 이상의 알을 낳는 여왕개미, 일개미나 병정개미와 같은 많은 수의 불임 암컷, 계절에 따라 많은 수의 번식 가능한 암수 생식 개체로 구성된다. 새로운 군체를 설립하기 위해, 개미는 종에 따라 다른 시기에 결혼비행을 진행한다. 유시충으로 알려진 날개 달린 생식 개체들의 무리는 다른 둥지를 찾기 위해 둥지를 떠난다. 수컷들은 얼마 지나지 않아 대부분의 암컷과 함께 죽는다. 소수의 암컷들만이 살아남아 새로운 군체를 세운다.

## 이름
"개미 군체"라는 용어는 일개미들의 집단, 번식개체들, 공생하는 대가족, 협동, 상호 비공격성으로 정의된다. 이는 흔히 단일한 여왕의 유전적으로 밀접한 자손들로 구성되지만, 모든 개미가 이렇지는 않다. "개미 농장"이라는 명칭은 흔히 개미사육장에서 길러지는 개미집을 일컫는다. 이러한 개미농장들 덕분에 개미학자들이 개미들을 기르거나 일시적으로 보유하면서 개미들을 연구할 수 있다. 또 다른 명칭은 "개미집"이다. "개미굴"은 개미가 살아가는 물리적인 장소다. 이는 지하, 나무 안, 심지어 한 개의 도토리의 안이 될 수 있다. "개미언덕"이라는 명칭은 개미가 지하의 개미굴을 확장, 보수하면서 파낸, 토양을 구성하는 작은 조각들을 입구 바깥에 쌓아 형성된 언덕을 의미한다.

## 규모
군체의 규모는 군체를 구성하는 개체의 숫자를 의미하는데, 이는 개미한테 굉장히 중요하다. 군체의 규모는 개미들이 어떻게 먹이를 찾고 둥지를 방어하고 짝짓기를 하는지에 대해, 심지어 신체적인 외양에도 영향을 미친다. 신체의 크기는 흔히 군체를 이루지 않는 유기체의 자연사를 형성하는 데 있어 제일 중요한 요소로 보인다. 이와 비슷하게, 군체의 규모는 군체를 이루는 유기체들이 어떻게 집단적으로 조직되는지에 대한 열쇠다. 하지만 군체의 규모는 개미의 종에 따라 굉장히 다르다. 어떤 종류는 단지 잔가지에 몇 마리가 살 뿐이지만, 다른 종류는 수백 만의 일개미가 있는 초군체를 이룬다. 특정한 군체를 관찰할 때에도, 계절적 변화는 거대할 수 있다. 예를 들어 Dolichoderus mariae의 어떤 군체는 일개미가 여름에 200마리까지 줄어들었다가 겨울에 2000마리 이상으로 늘어날 수 있다. 유전적, 환경적 요소가 어떤 종의 군체들 사이의 차이를 더욱 크게 벌려놓을 수 있다. 좀 더 시야를 넓혀서, 같은 속의 개미들끼리 비교하면 차이는 더욱 커질 수 있다. Formica yessensis는 3억 600만 마리 이상의 일개미들이 존재하는 군체가 보고되었지만 Formica fusca는 때때로 겨우 500 마리의 일개미들만으로 구성된다.

## 초군체
초군체는 넓은 영역의 개미 군체들이 서로 연합할 때 발생한다. 개미들은 짝짓기를 위해 여전히 유전적인 차이를 인지하지만, 초군체의 다른 군체들은 서로 공격하지 않는다. 2000년까지 제일 거대하다고 알려졌던 개미 초군체는 일본 홋카이도의 이시카리 진흥국에 있었다. 군체는 2.7 km2%s의 영역에 걸쳐 지하 통로로 연결된 45,000개의 개미굴 안에 백만 마리의 여왕개미와 3억 600만 마리의 일개미들이 살고 있는 것으로 평가되었다. 2000년에 남유럽에서 거대한 아르헨티나개미의 초군체가 발견되었으며, 관련 보고서는 2002년에 발간되었다. 지중해와 대서양을 마주하는 6,004-킬로미터 (3,731 mi)에 달하는 남유럽의 해안선에 분포하는 33개의 개미 군체들 중에, 30개는 수백만 개의 개미집과 수십 억의 일개미들로 이루어진 하나의 초군체에 속해있었으며, 세 개의 군체는 다른 초군체에 산재해 있었다. 연구자들은 이 단일군체성의 사례가 원산지 밖으로 퍼져나간 개미들의 유전자 병목 현상으로 인한 유전적 다양성의 감소로 설명될 수 없다고 주장한다. 2009년에 일본, 캘리포니아, 유럽의 아르헨티나 개미의 초군체들이 사실 단일한 전세계적인 "메가군체"의 일부라는 것이 입증되었다. 이 대륙간의 메가군체는 지구 상에서 제일 개체수가 많은 동물 집단으로 기록되었다.
2004년에는 호주 멜버른 지하에서 너비가 약 100 km (62 mi)에 달하는 초군체가 발견되었다.

## 관련 용어
다음과 같은 용어는 개미학자들이 개미가 군체를 설립하고 조직할 때 보이는 행동을 묘사하기 위해 흔하게 사용한다::p. 209
Monogyny 단수여왕제
단일한 산란 가능한 여왕 개체가 있는 군체
Polygyny, plurimatry 복수여왕제
다수의 산란 가능한 여왕 개체가 있는 군체
Oligogyny 양내원여왕제
둥지 안에서 서로 멀리 떨어져 살아가는 다수의 산란 가능한 여왕 개체가 있는 군체
Haplometrosis 단수여왕창시제
단일한 여왕 개체에 의한 군체의 설립
Pleometrosis 복수여왕창시제
다수의 여왕 개체에 의한 군체의 설립
Monodomy 단양제(單壤制)
단일한 개미집을 사용하는 군체
Polydomy 다양제
다수의 개미집을 사용하는 군체

## 계급
개미 군체는 복잡한 사회 계층 구조를 갖는다. 개미의 역할은 정해져 있으며 나이에 따라 바뀔 수 있다. 개미가 나이가 들면서 여왕이나 군체의 중심에서 점점 멀어지게 된다. 어린 개미들은 둥지 안에서 여왕과 알, 애벌레, 번데기를 보호한다. 가끔 여왕은 없고 산란하는 일개미들만이 존재하는 경우가 있다. 이 일개미들은 산란할 수 없는 자손을 생산하는 반수체 알들만을 낳을 수 있다. 여왕이라는 명칭에도 불구하고, 여왕개미는 일개미들에게 업무를 분배하지 않는다. 개미들은 개별적인 선호에 따라 업무를 선택한다. 군체로서의 개미들은 집단적인 "초지성"에 따라서 작업한다. 개미들은 둥지로 삼을 최적의 장소나 음식을 찾기 위해 각각의 구성원들이 모은 지식을 사용해 영역들을 비교하고 복잡한 문제를 해결할 수 있다. 어떤 노예 사역 개미로 알려진 사회-기생적인 개미의 종들은 근처의 군체를 침입해 애벌레를 훔친다.

## 발굴
개미집 아트는 점점 퍼지는 취미다. 보통 무독성 아연, 알루미늄 등의 금속의 액체나 석고, 시멘트를 개미집으로 부어서, 굳어진 개미집을 발굴한다. 규모가 클 수록 많이 파야 한다. 이러한 주조 방식은 연구와 교육적 목적으로 자주 사용되지만, 대부분 자연사 박물관으로 기부, 판매하거나 민속 예술, 기념품이 된다. 보통 개미들을 죽이지 않기 위해 버려진 개미집을 이용한다. 하지만 미국 남동부에서는 흔히 외래종 불개미를 제거하기 위해 개미들이 있는 굴에 들이붓는다.

## 개미 언덕
개미 언덕은 제일 단순한 형태의 경우, 개미들이 지하의 개미집에서 파낸 토양, 모래, 소나무 이파리, 점토, 여타의 물질의 혼합물을 군체의 입구에 쌓은 것이다. 작은 토양의 조각들을 턱으로 옮겨서 군체의 출구 근처에 쌓아두는 일개미들의 무리가 군체를 건설하고 유지한다. 개미들은 일반적으로 흙이나 식물이 군체로 다시 미끄러져 내려가는 것을 방지하기 위해 언덕 꼭대기에 쌓아두지만, 어떤 종들은 이를 특정한 모양으로 빚어내며, 언덕 안에 새로운 방을 만들 수 있다.

## 참고 문서
- 누노 사 푼소, 개미언덕에 대한 필리핀의 미신
- 개미 군체 최적화, 개미 군체에서 영감을 얻은 컴퓨터 과학의 기술